# Saison 1 de Mujeres primero
La première saison de Mujeres primero est diffusée au Chili par La Red entre le 17 novembre 2010 et le 30 décembre 2011 et été présenté par Antonella Ríos, Janine Leal et Andrea Hoffman.

## Présentatrices

### Actuels
- Antonella Ríos
- Janine Leal
- Andrea Hoffman

### Précédents
- Ivette Vergara (2010)
- Mónica Esquivel (2011)

### Remplacements
- Javiera Acevedo (2010)
- Julia Vial (2010)
- Yazmín Vásquez (2010-2011)
- Mónica Esquivel (2010-2011)
- Gabriela Zambrano (déc 2010-jan 2011)
- Alejandra Herrera (2011)

## Panélistes
- Fátima Gomes
- Ignacio Chávez (gynécologue)
- Bárbara Canale (tarotyste)
- Fred Redondo
- Mauro Castro
- Yasmín Valdés
- José Valenzuela (personal trainer)
- Alejandra Valle (commentatrice de spectacles)

## Invités
| Épisode | Date              | Invité                  | Source |
| ------- | ----------------- | ----------------------- | ------ |
|         | 15 septembre 2011 | Soledad Pérez (Actrice) |        |

### Sources
- (es) Cet article est partiellement ou en totalité issu de l’article de Wikipédia en espagnol intitulé « Mujeres primero » (voir la liste des auteurs).